# Maškovića Han
Han Jusufa Maškovića u Vrani je izgrađen u 17. stoljeću i služio je u civilne svrhe kao svratište, odmorište i rezidencija. 

## Povijest
Objekt je financirao i naručio izgradnju Jusuf Mašković, visoki dostojanstvenik na turskom dvoru, inače rodom iz Vrane ili iz Pakoštana. Započet je u vrijeme izbijanja Kandijskog rata 1644. godine i zbog smrti Jusufa Maškovića u siječnju 1646. godine nije dovršen. Objekt je raskošan i monumentalan a trebao je služiti kao han i rezidencija Maškovića za stare dane. Radi se o najzapadnijem spomeniku svjetovne turske arhitekture u Europi. Po konačnom oslobođenju Vrane 1699. godine han je dodijeljen u vlasništvo obitelji Borelli koja s toga mjesta upravlja cijelim Vranskim feudom od 1752. do 1881. godine. Do danas u hanu borave potomci Borellijevih predradnika, obitelj Pelicarić, zahvaljujući čemu je ovaj spomenik očuvan od puno većeg uništenja. Većina oštećenja nastala je paležom objekata koji su izvršili partizani zauzimanjem hana nakon završetka rata 1945. godine.

## Zatečeno stanje lokaliteta
Lokalitet je sačuvan u odnosu oko 50 % od originalnog izgleda. Vidljivo je da nije dovršen u planiranom obliku i da ima dosta kasnijih nadogradnji koje se lako razlikuju od originala. Obrambeni zidovi prilično su očuvani a kamen koji nedostaje nalazi se naokolo. Od originalne građevinske strukture najočuvaniji dijelovi osim zidina su konaci s istočne strane, glavna zgrada, ostaci zgrada na zapadnoj strani i paviljon po sredini. Očuvano je nekoliko arhitektonskih elementa islamskog zašiljenog luka i »lukovice«. Na temelju ostataka originalne gradnje moguće je rekonstruirati tlocrt cijelog objekta i namjenu pojedinačnih zgrada.

## Poveznice
- Karavan-saraj
- Stari grad Vrana

## Vanjske poveznice
- Han Jusufa Maškovića, Vrana  Arhivirana inačica izvorne stranice od 11. svibnja 2008. (Wayback Machine)
- Predstavljen Maškovića han  Arhivirana inačica izvorne stranice od 2. kolovoza 2015. (Wayback Machine), HRT, 31. srpnja 2015. (video)